# Pyrinia cananchata
Pyrinia cananchata là một loài bướm đêm trong họ Geometridae.